# رنگین‌تاب (پرنده)
رنگین‌تاب یا جاکامار پرنده‌ای است از یک تیره (نام علمی: Galbulidae) از راسته دارکوب‌سانان.

## گونه‌ها
خانواده: GALBULIDAE
- سرده: رنگین‌تاب‌های نوک‌درشت
  - رنگین‌تاب گوش‌سفید،  Galbalcyrhynchus leucotis
  - رنگین‌تاب بلوطی،  Galbalcyrhynchus purusianus
- سرده: رنگین‌تاب‌های کوتاه
  - رنگین‌تاب پشت‌تیره،  Brachygalba salmoni
  - رنگین‌تاب سرکم‌رنگ،  Brachygalba goeringi
  - رنگین‌تاب قهوه‌ای،  Brachygalba lugubris
  - رنگین‌تاب گلوسفید،  Brachygalba albogularis
- سرده: Jacamaralcyon
  - رنگین‌تاب سه‌انگشتی،  Jacamaralcyon tridactyla
- سرده: رنگین‌تاب‌های میان‌جثه
  - رنگین‌تاب نوک‌زرد،  Galbula albirostris
  - رنگین‌تاب گردن‌آبی،  Galbula cyanicollis
  - رنگین‌تاب دم‌حنایی،  Galbula ruficauda
  - رنگین‌تاب دم‌سبز،  Galbula galbula
  - رنگین‌تاب سینه‌مسی،  Galbula pastazae
  - رنگین‌تاب پیشانی‌آبی،  Galbula cyanescens
  - رنگین‌تاب چانه‌سفید،  Galbula tombacea
  - رنگین‌تاب ارغوان‌گون،  Galbula chalcothorax
  - رنگین‌تاب برنزی،  Galbula leucogastra
  - رنگین‌تاب بهشتی،  Galbula dea
- سرده: Jacamerops
  - رنگین‌تاب بزرگ،  Jacamerops aureus